# Грузинский, Георгий Александрович
Князь Георгий Александрович Грузинский (2 (13) октября 1762 — 15 (27) мая 1852) — уездный и губернский предводитель дворянства, действительный камергер, действительный статский советник.
Происходил из грузинских царевичей, потомок царя Арчила Вахтанговича, который с сыном царевичем Александром выехал в Россию (1687) и коим были пожалованы дворцовые волости в Нижегородской губернии, что утверждено Высочайшими грамотами (14 декабря 1704).

## Биография
Православный. Получил хорошее домашнее образование: владел французским, немецким, итальянским и грузинским языками. Освоил историю, географию, математику, физику, фортификацию, артиллерию и архитектуру.
В службу вступил подпрапорщиком в Санкт-Петербургский пехотный полк (01 января 1768). Произведён сержантом того же полка (03 сентября 1768), прапорщик (01 января 1772), адъютант (28 мая 1772), подпоручик (01 января 1773). Поручик, переведён в Елизаветградский легкоконный полк, с пожалованием чина капитана (25 декабря 1776) и уволен от военной службы майором (01 мая 1788).

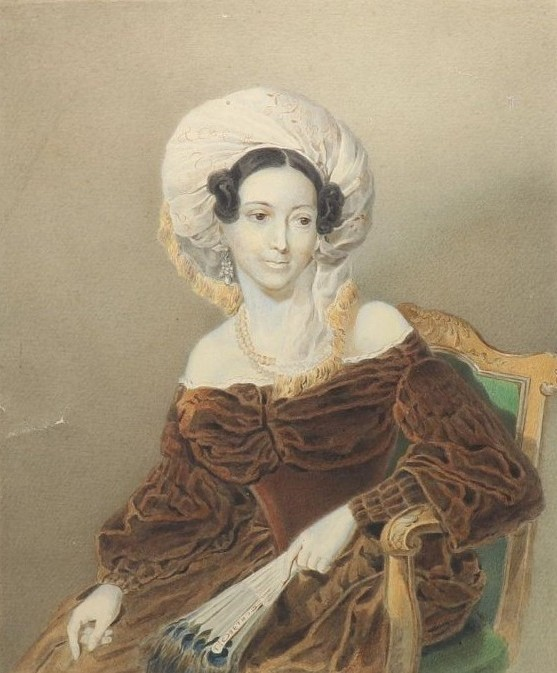
Анна Георгиевна Толстая

Избран уездным предводителем дворянства Макарьевского уезда (01 января 1792—1795). Избран губернским предводителем дворянства Нижегородской губернии (1795—1798). Пожертвовал 42.000 рублей на постройку в Нижнем Новгороде каменных казарм для воинских чинов (05 августа 1797). Присутствовал при встрече императора Павла I Петровича при прибытии его в Нижний Новгород (20-21 мая 1798). От дворянского сословия Нижегородской губернии был депутатом во время коронации императора Александра I Павловича (1801). Действительный камергер (10 февраля 1802). Судья Нижегородского совестного суда (1802—1804). Вторично избран губернским предводителем дворянства (с 01 января 1807—1830). Награждён орденом Святого Владимира 4-й степени (10 марта 1808). Избран дворянством начальником нижегородского военного ополчения (1812). Получил благодарность о сформировании ополчения, выделении средств и людей (25 июля 1812).
Присутствовал при встрече великого князя Михаила Павловича при прибытии его в Нижний Новгород (20-22 августа 1817). Привлекался по делу о противозаконных действиях в должности губернского предводителя дворянства о проживании в его имении беспаспортных людей и бродяг (1828), за что впоследствии был отстранён от должности. Владел в Нижегородской губернии 520, в московском и коломенском уездах 265 крепостными крестьянами. Имел в Москве каменный дом, в Нижнем Новгороде два деревянных дома и в селе Лыскове винокуренный завод. По словам Вигеля, Грузинский был «человек крутого нрава и точно княжил в богатом и обширном своем селении, повелевая словно деспот».
Скончался в возрасте 90 лет (15 мая 1852) и похоронен в своём имении селе Лысково Макарьевского уезда, в фамильном склепе под Соборной церковью.
Жена — Варвара Николаевна Бахметева, сестра генерала А. Н. Бахметева. Скончалась «во цвете лет, замученная сколько же частыми изъявлениями мужниной бешеной любви, как и порывами его неукротимого гнева», оставив двоих детей:.
- Иван, офицер гвардии, умер молодым и похоронен в семейной усыпальнице в с. Лысково.
- Анна (31.01.1798—17.07.1889), замужем (с 1833 года) за графом А. П. Толстым. Была женщиной глубоко религиозной и, по словам Смирновой, жила с мужем как сестра. Деятельная благотворительница и близкая знакомая Гоголя.

## Память
- Грузинская улица (Нижний Новгород).
- Мемориальная доска в Нижнем Новгороде на здании театра Комедия в честь 250-летия со дня рождения (2012).